# Guerlain
Guerlain com pronúncia em francês: [ɡɛʁlɛ̃], é uma renomada casa francesa especializada em perfumaria, cosméticos e cuidados com a pele, sendo uma das mais antigas do mundo. A marca foi estabelecida em Paris em 1828 por Pierre-François Pascal Guerlain, um perfumista renomado. Ao longo dos anos, a Guerlain desenvolveu muitas fragrâncias tradicionais reconhecidas por um distintivo acordo olfativo denominado "fr". A gestão da casa permaneceu na família Guerlain até 1994, quando foi adquirida pela multinacional francesa LVMH. A sede principal da Guerlain está localizada na Avenue des Champs-Elysées, número 68, em Paris.

## História

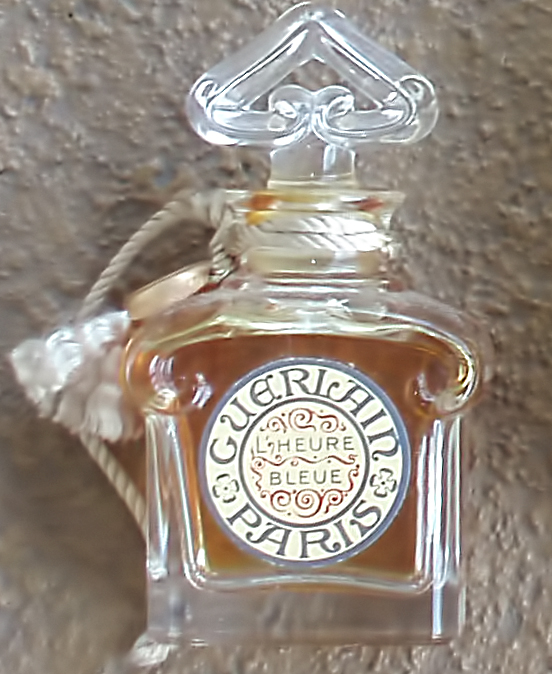
L'Heure Bleue da Guerlain

Desde sua fundação em 1828 até o ano de 1994, a Casa Guerlain foi de propriedade e administração exclusivas de membros da família Guerlain. Em 1994, no entanto, a marca foi adquirida pelo grupo LVMH, uma multinacional francesa especializada em investimentos em marcas de luxo.

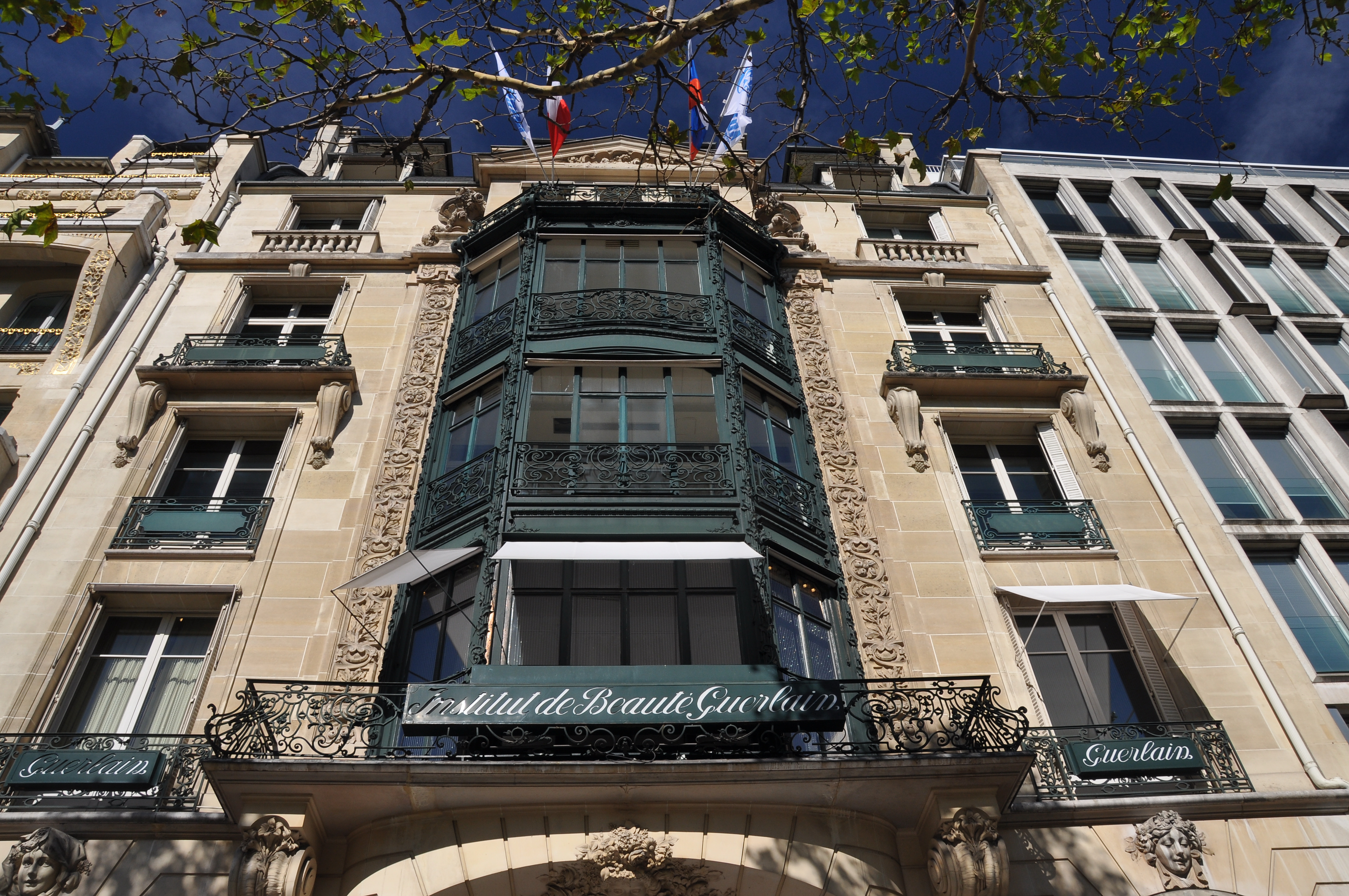
Uma boutique Guerlain na Champs-Élysées, em Paris

### Começo
A história da Casa Guerlain remonta a 1828, quando Pierre-François Pascal Guerlain estabeleceu sua perfumaria na rue de Rivoli, número 42, em Paris. Nessa época, Pierre-François desempenhava o papel de fundador e primeiro perfumista da casa, colaborando com seus dois filhos, Aimé e Gabriel, na composição e fabricação de fragrâncias personalizadas. Com o êxito contínuo e o patrocínio de membros da alta sociedade, a Guerlain expandiu suas operações, inaugurando sua loja principal no número 15 da rue de la Paix em 1840. Esse marco solidificou a presença da Guerlain no cenário da moda parisiense.
Sob a liderança de Pierre-François, a Casa Guerlain alcançou seu ápice em 1853 com a criação da Eau de Cologne Impériale, encomendada pelo imperador francês Napoleão III e sua esposa hispano-francesa, a imperatriz Eugénie. O sucesso deste perfume singular conferiu a Pierre-François o prestigioso título de Perfumista Oficial de Sua Majestade. A reputação da Guerlain continuou a florescer, levando à produção de perfumes exclusivos para figuras ilustres, incluindo a Rainha Vitória do Reino Unido e a Rainha Isabel II da Espanha, solidificando assim o status da Guerlain como uma escolha de renome para a realeza.

### Segunda geração
Após a morte de Pierre-François em 1864, a gestão da casa passou para seus filhos, Aimé Guerlain e Gabriel Guerlain. Os papéis de perfumista e gerente foram divididos entre os dois irmãos, com Gabriel encarregado da administração e expansão contínua da casa, enquanto Aimé assumiu a posição de mestre perfumista. Esse marco marcou o início de uma longa tradição na Casa Guerlain, onde a posição de mestre perfumista foi transmitida ao longo das gerações da família Guerlain.
Como o perfumista interno de segunda geração na Casa Guerlain, Aimé desempenhou um papel significativo na criação de várias composições clássicas, entre as quais se destacam Fleur d'Italie (1884), Rococó (1887) e Eau de Cologne du Coq (1894). No entanto, muitos consideram sua contribuição mais notável como sendo Jicky, lançado em 1889. Esta foi a primeira fragrância a ser descrita como um "parfum" em vez de uma água de colônia, marcando um marco na perfumaria. Além disso, Jicky foi uma das primeiras fragrâncias a incorporar ingredientes sintéticos em conjunto com extratos naturais, consolidando o papel inovador da Casa Guerlain no mundo da perfumaria.

### Terceira geração

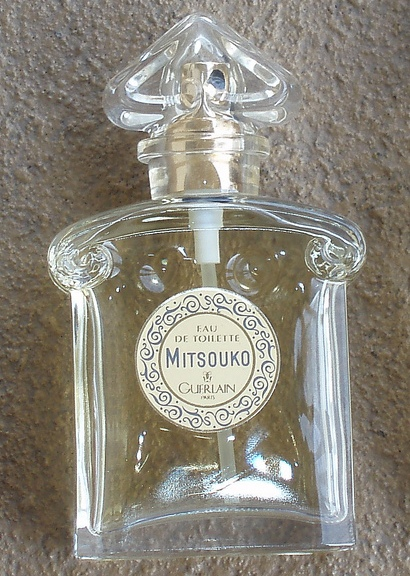
Mitsouko da Guerlain

O legado da Casa Guerlain foi então transmitido para os filhos de Gabriel Guerlain: Jacques Guerlain e Pierre Guerlain. Jacques, sobrinho de Aimé, ascendeu como o terceiro mestre perfumista da Guerlain, sendo o autor de muitos dos clássicos mais renomados da marca, que continuam a ser valorizados na moderna indústria de perfumes. Muitas de suas criações icônicas ainda são comercializadas e apreciadas até os dias de hoje. Destacam-se entre as notáveis contribuições de Jacques Guerlain Mouchoir de Monsieur (1904), Après L'Ondée (1906), L'Heure Bleue (1912), Mitsouko (1919), a emblemática Shalimar (1925) e Vol de Nuit (1933). Jacques concluiu sua carreira perfumista com a criação de Ode (1955), colaborando com seu neto de 18 anos na época, Jean-Paul Guerlain.

### Quarta geração
Jean-Paul Guerlain, o último mestre perfumista da família Guerlain, deixou sua marca ao criar algumas das fragrâncias masculinas clássicas da marca, incluindo Vétiver (1959) e Habit Rouge (1965). Além disso, contribuiu com Chant d'Arômes (1962) e Chamade (1969). Durante o período de 1975 a 1989, colaborou com a perfumista Anne-Marie Saget, resultando em criações notáveis como Nahema (1979), Jardins de Bagatelle (1983), Derby (1985) e Samsara (1989). Seu legado perfumista também inclui obras posteriores, como Héritage (1992), Coriolan (1998) e Vétiver pour Elle (2004). Jean-Paul Guerlain se aposentou em 2002, mas continuou a servir como conselheiro de seu sucessor até 2010, quando foi demitido devido a um comentário racista feito na televisão francesa sobre a inspiração para seu perfume Samsara. Com a falta de um herdeiro da família Guerlain para assumir, o papel do mestre perfumista não está mais atrelado à sucessão familiar.

### Compra pelo Grupo LVMH
A venda da Casa Guerlain para o conglomerado de bens de luxo Moët Hennessy Louis Vuitton (LVMH) em 1994 foi amplamente interpretada como uma quebra com a tradição. Embora Jean-Paul Guerlain tenha mantido sua posição como perfumista interno até 2002, a chegada de outros perfumistas após 1994 para criar fragrâncias para a Guerlain introduziu uma dinâmica diferente. Jean-Paul agora competia com outros perfumistas na apresentação de suas composições. A aquisição pela LVMH gerou preocupações entre os admiradores da casa, que viam o movimento como uma possível mudança em direção à comercialização e à diluição do legado da empresa lendária. A insatisfação tornou-se evidente com o lançamento pós-LVMH, o floral doce Champs-Elysées de 1996, composto por Olivier Cresp, cuja entrada foi preferida em detrimento da de Jean-Paul Guerlain, causando descontentamento entre os seguidores da marca.

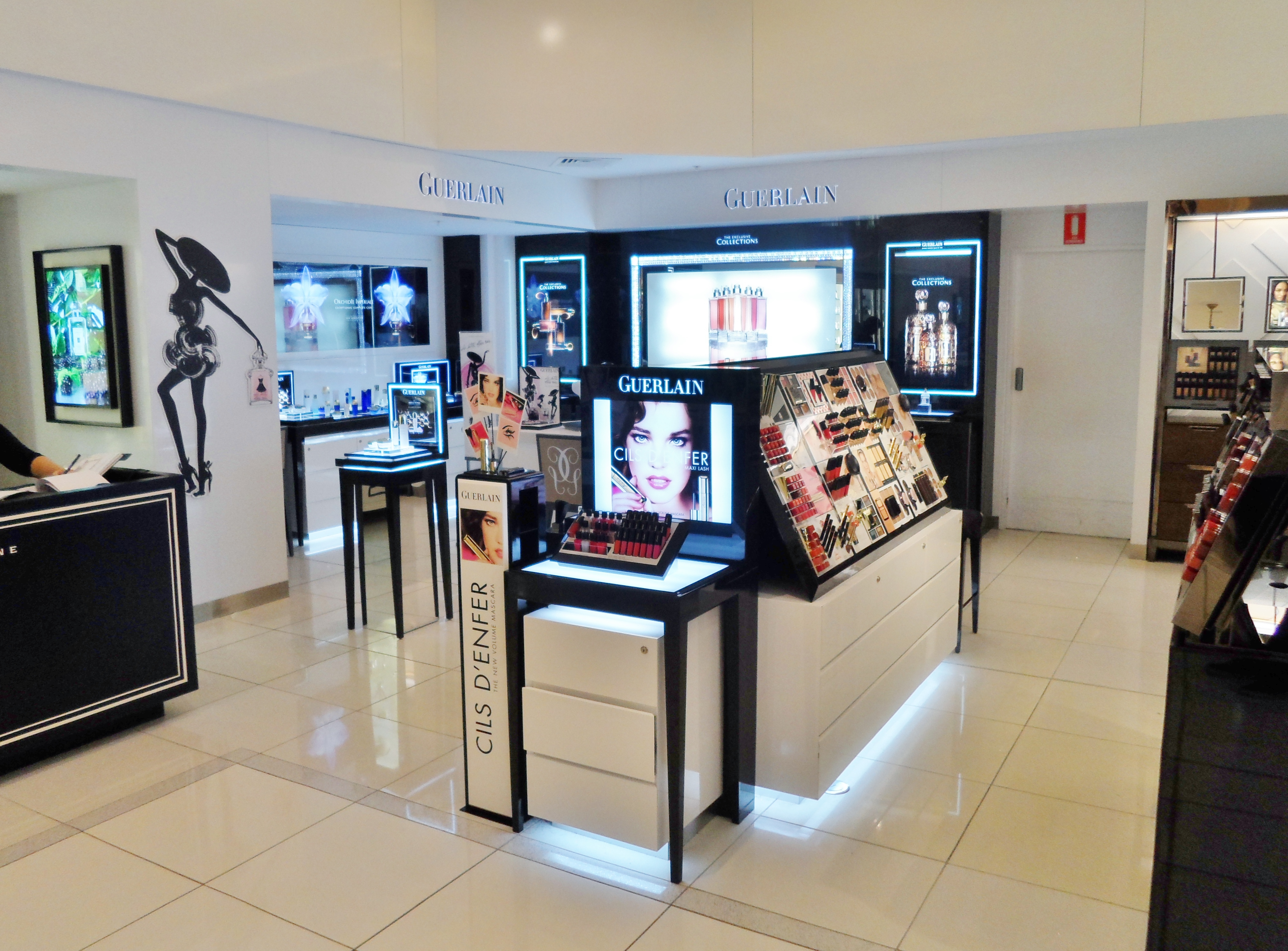
Guerlain na loja de departamentos australiana David Jones em Sydney

Após 1994, a equipe de perfumistas da Guerlain incluiu profissionais externos notáveis, como Mathilde Laurent, que contribuiu para a empresa no final dos anos 1990 e início dos anos 2000. Ela foi responsável pela criação de Aqua Allegorica Pamplune (1999) e Shalimar Light (2003, originalmente creditado a Mathilde Laurent, mas mais tarde reatribuído a Jean-Paul Guerlain e relançado em 2004 após reformulação). Maurice Roucel, perfumista da Symrise, também deixou sua marca na Guerlain, sendo o autor de L'Instant de Guerlain (2004) e Insolence (2006). Patricia de Nicolaï, sobrinha de Jean-Jacques Guerlain, despertou especulações sobre a possibilidade de assumir o papel de perfumista interno da Guerlain. No entanto, a existência de barreiras à promoção dentro da empresa impediu sua seleção para o cargo, destacando desafios internos na sucessão de perfumistas.
Em maio de 2008, Thierry Wasser foi designado como perfumista interno da Guerlain. Wasser, um talentoso perfumista suíço que anteriormente trabalhava para a Firmenich, já havia criado fragrâncias notáveis para a Guerlain, como Iris Ganache (2007) e Quand Vient la Pluie (2007), antes de ser oficialmente nomeado no ano seguinte. Jean-Paul Guerlain permaneceu como consultor consultivo, contribuindo tanto para o design de fragrâncias quanto para a seleção de ingredientes. Wasser colaborou de perto com Sylvaine Delacourte, diretora artística da Guerlain. Em 2010, o Grupo LVMH encerrou sua relação com Jean-Paul Guerlain como consultor, devido aos comentários racistas feitos por ele na televisão francesa, encerrando assim uma longa associação entre a empresa e um membro proeminente da família Guerlain.
Desde 2008, a modelo russa Natalia Vodianova tem sido o rosto das campanhas da Guerlain. Sua parceria com a marca começou com a promoção de Shalimar, celebrando o 180º aniversário da casa de perfumes. Olivier Echaudemaison, Diretor Criativo de Maquiagem da Guerlain desde 2000, destacou que a colaboração vai além de uma simples modelo de cosméticos, descrevendo Vodianova como uma "grande atriz" para a marca, enfatizando o aspecto artístico de sua contribuição. Em outubro de 2011, a empresa anunciou a atriz malaia Michelle Yeoh como a nova porta-voz da marca. Yeoh desempenha o papel de embaixadora da linha de cuidados com a pele Orchidée Impériale, ampliando a presença diversificada e internacional da Guerlain em sua representação de marca.

## Produtos

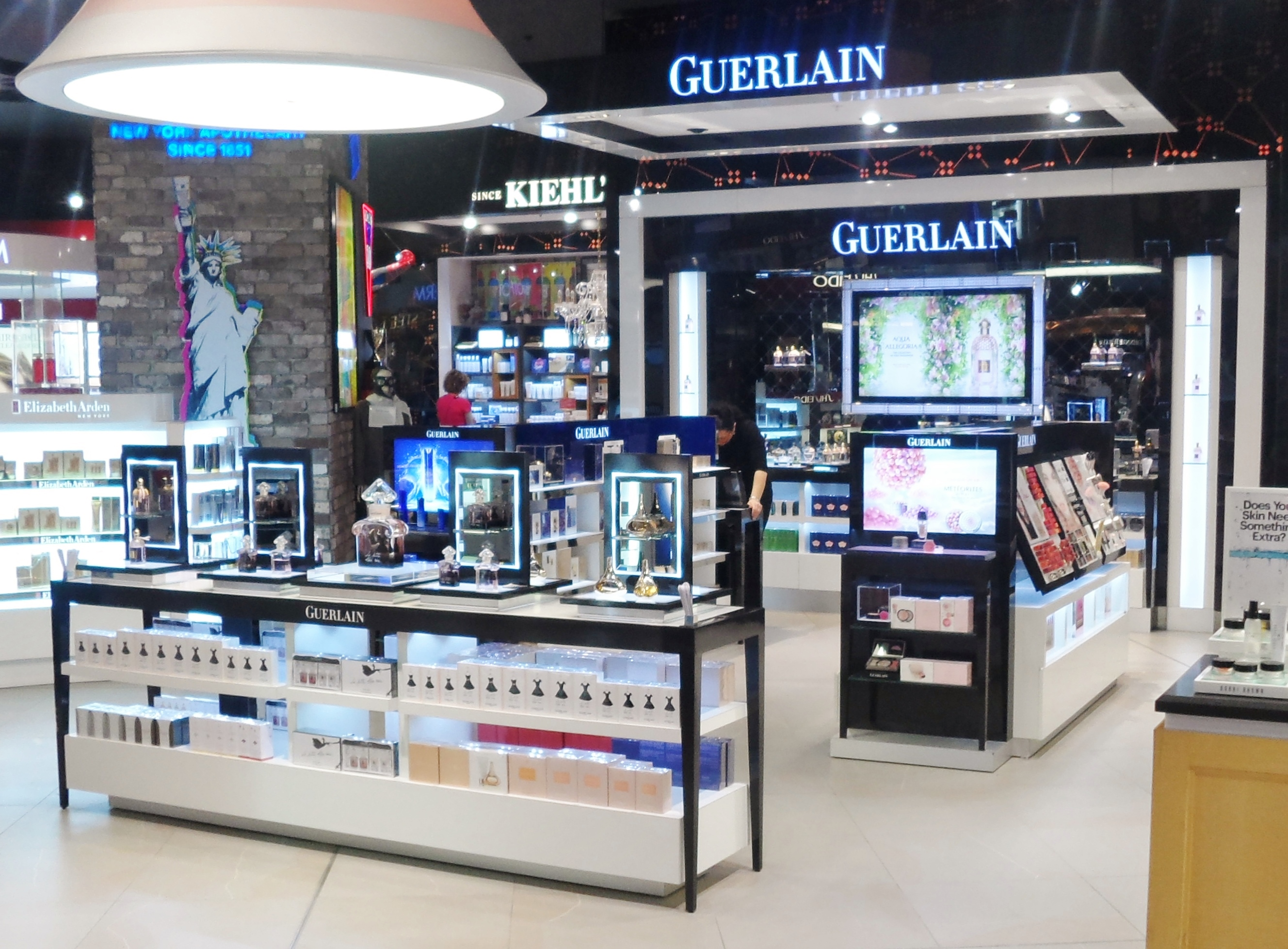
Balcão Guerlain no Aeroporto SYD Tax & Duty Free

As criações da Guerlain há muito tempo exercem uma influência significativa nas tendências da perfumaria, com fragrâncias icônicas como Jicky, Shalimar, Vétiver e La Petite Robe Noire. A notável singularidade da Guerlain é sua dedicação exclusiva à produção e comercialização de perfumes, distinguindo-se entre as poucas casas mais antigas, como a Caron. Em contraste, muitas marcas na indústria de perfumes, como Chanel e Jean Patou, são, na verdade, divisões de casas de moda ou conglomerados multinacionais que licenciam a marca. Além das renomadas fragrâncias, a Guerlain ampliou sua oferta para incluir uma extensa gama de produtos de maquiagem e cuidados com a pele. Os produtos Guerlain estão disponíveis globalmente em balcões de atendimento em lojas de departamentos e em lojas de beleza, incluindo a marca Sephora, da LVMH. A presença internacional da Guerlain é também destacada por treze boutiques de beleza e spa, sendo cinco delas localizadas na França, duas em Paris. Essas boutiques refletem o compromisso da marca com a excelência e a experiência de luxo em beleza e cuidados pessoais.

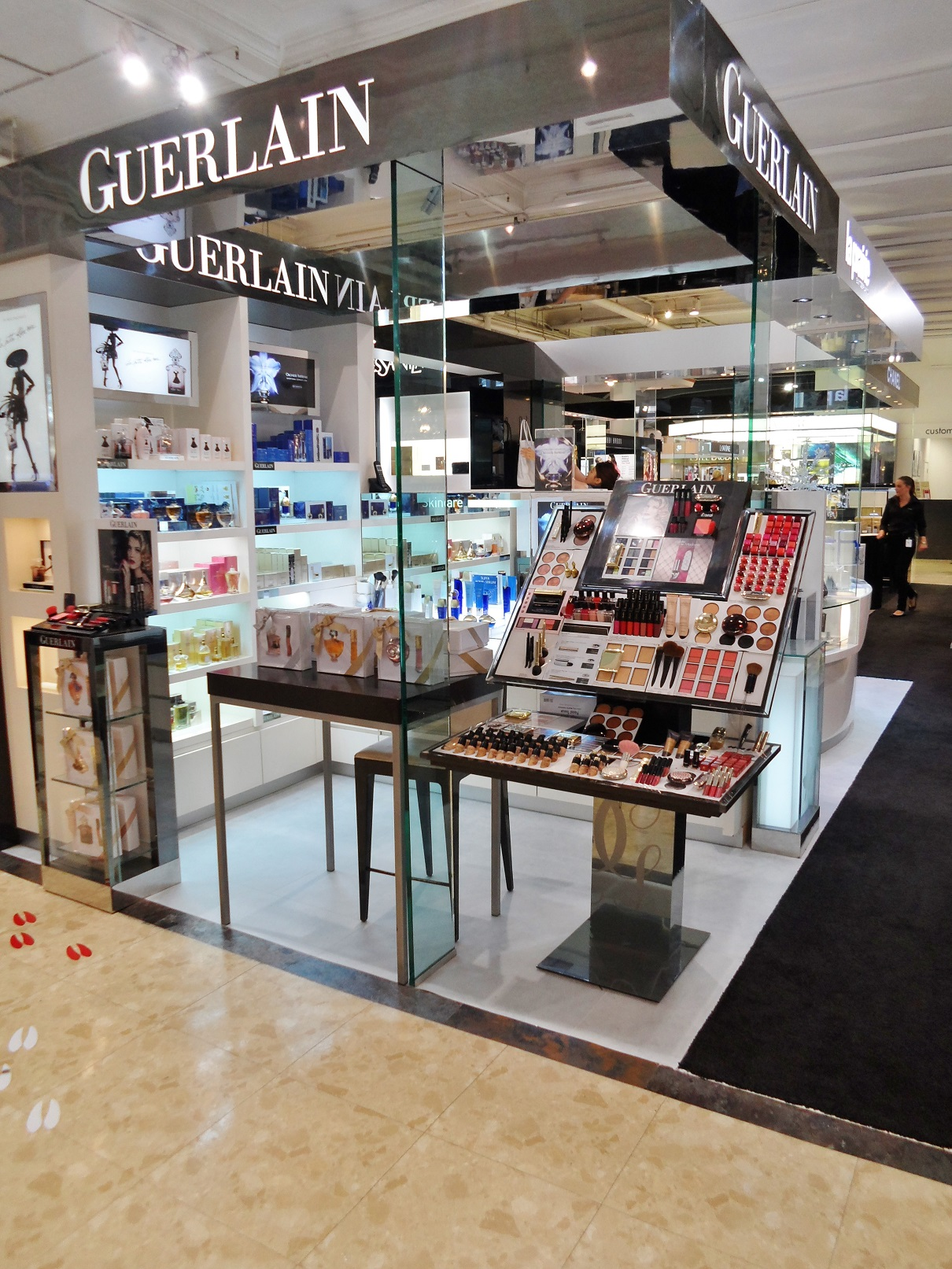
Um pequeno balcão na loja de departamentos Smith & Caughey's da Nova Zelândia na Queen Street, Auckland